# Tony Woodcock
Tony Dale Woodcock (Helensville, 27 de enero de 1981) es un rugbista neozelandés. Su puesto es de pilar, y ha jugado 115 partidos internacionales con los All Blacks. Juega para el Blues en el Super Rugby, y también para North Harbour en la ITM Cup (cuando está disponible). Woodcock ha jugado para los All Blacks desde 2002, marcando ocho ensayos. Ha sido descrito por The Dominion Post como "ampliamente considerado como el primer pilar del mundo", y por el The New Zealand Herald como poseedor del "más amplio rango de habilidades de cualquier pilar del planeta". Actualmente es el pilar neozelandés con más partidos, y es el segundo jugador con más partidos de los Blues, tras Keven Mealamu.

## Carrera
Después de 113 apariciones para el equipo de los Blues, se unió a los Highlanders para la temporada del Super Rugby 2013.
Sin embargo, un año después, más o menos, tras pasar una temporada con los Highlanders que quedaron segundos por la cola en el Super Rugby, Woodcock decidió regresar a los Blues donde estaría más cercano a su familia. Firmó un contrato de un año.
Woodcock tiene reputación de jugar todo el rugby que le es posible. En 2005 jugó en los primeros once de los doce test matches de los All Black ese año. Desde 2001 hasta 2004, jugó en cada partido de North Harbour, excepto los dos primeros de 2004 debido a que estaba con los All Black, y en 2002 y 2003, jugó todos los 80 minutos de cada juego para North Harbour. En 2006, pidió y obtuvo permiso de los técnicos All Black para regresar una semana antes de su descanso debido a sus deberes con los All Black, para jugar en el desafío Ranfurly Shield de North Harbour contra Canterbury, un partido que North Harbour ganó 21–17, haciendo que fueran los ganadores del Ranfurly Shield por vez primera.
Fue el primer pilar All Black en marcar un ensayo contra Australia en 20 años y el 2 de agosto de 2008 se convirtió en el primer pilar All Black en marcar dos ensayos en un match (una rara hazaña para un pilar del equipo que sea[cita requerida]) contra Australia en más de 50 años.
Marcó el único ensayo de Nueva Zelanda en la final de la Copa Mundial de Rugby de 2011 contra Francia, convirtiéndose en el primer pilar All Black en marcar un ensayo en una final de la Copa del Mundo, y sólo el segundo pilar en conseguirlo jamás.[cita requerida]
Recibió su 100.ª cap con los All Blacks en un test match en Wellington contra Australia el 24 de agosto de 2013.
En 2015 es seleccionado para formar parte de la selección neozelandesa que participa en la Copa Mundial de Rugby de 2015. Woodcock anotó un ensayo en la victoria de su equipo 47-9 sobre Tonga. Se lesionó en el segundo tiempo de la victoria de su equipo sobre Tonga 47-9 en su último enfrentamiento de la fase de grupos, algo que le impediría continuar el resto del torneo y que, en definitiva, significa su retirada del rugby internacional, pues había anunciado en junio que se retiraría cuando terminase la Copa Mundial.

## Vida personal
Fuera del campo, Woodcock tiene una granja lechera y de ovejas cerca de Kaukapakapa.

## Ensayos internacionales
| Ensayo | Oponente  | Ubicación                | estadio            | Competición                      | Fecha                    | Resultado |
| ------ | --------- | ------------------------ | ------------------ | -------------------------------- | ------------------------ | --------- |
| 1      | Australia | Melbourne, Australia     | Docklands Stadium, | Torneo de las Tres Naciones 2007 | 30 de junio de 2007      | Perdido   |
| 2      | Australia | Auckland, Nueva Zelanda  | Eden Park          | Torneo de las Tres Naciones 2007 | 21 de julio de 2007      | Ganado    |
| 3      | Australia | Auckland, Nueva Zelanda  | Eden Park          | Torneo de las Tres Naciones 2008 | 2 de agosto de 2008      | Ganado    |
| 4      | Australia | Auckland, Nueva Zelanda  | Eden Park          | Torneo de las Tres Naciones 2008 | 2 de agosto de 2008      | Ganado    |
| 5      | Australia | Brisbane, Australia      | Lang Park          | Torneo de las Tres Naciones 2008 | 13 de septiembre de 2008 | Ganado    |
| 6      | Sudáfrica | Auckland, Nueva Zelanda  | Eden Park          | Torneo de las Tres Naciones 2010 | 10 de julio de 2010      | Ganado    |
| 7      | Sudáfrica | Johannesburgo, Sudáfrica | Soccer City        | Torneo de las Tres Naciones 2010 | 21 de agosto de 2010     | Ganado    |
| 8      | Francia   | Auckland, Nueva Zelanda  | Eden Park          | Copa Mundial de Rugby de 2011    | 23 de octubre de 2011    | Ganado    |
| 9      | Gales     | Cardiff, Gales           | Millennium Stadium | Tour de final de Año de 2012     | 25 de noviembre de 2012  | Ganado    |
| 10     | Tonga     | Newcastle, Inglaterra    | St James' Park     | Copa Mundial de Rugby de 2015    | 9 de octubre de 2015     | Ganado    |